# Maxim Bobok
Maxim Bobok –en ruso, Максим Бобок– (25 de octubre de 1974) es un deportista ruso que compitió en esgrima, especialista en la modalidad de florete. Ganó una medalla de plata en el Campeonato Europeo de Esgrima de 2005, en la prueba por equipos.

## Palmarés internacional
| Campeonato Europeo | Campeonato Europeo     | Campeonato Europeo | Campeonato Europeo  |
| Año                | Lugar                  | Medalla            | Prueba              |
| ------------------ | ---------------------- | ------------------ | ------------------- |
| 2005               | Zalaegerszeg (Hungría) | Medalla de plata   | Florete por equipos |